# Carapeguá
Carapeguá – miasto w Paragwaju, położone w departamencie Paraguarí i oddalone o 84 km od Asunción. Miasto Carapeguá założone zostało w 1725 roku przez Martína de Barúa. Obecnie na obszarze 435 km kwadratowych mieszka 32 939 ludzi.